# 1. Sportclub Feucht e.V.
1. Sportclub Feucht e.V. é uma agremiação esportiva alemã, fundada em junho de 1920, sediada em Feucht, na Baviera.

## História

Evolução dos logotipos

O clube nasce em 1920, sendo renomeado Sportclub Feucht, em 1923. A sociedade se dissolve, em 1925, mas dois anos depois emerge o 1. SC Feucht como o seu sucessor.
O time atuou em competições locais até conquistar o acesso à Landesliga Bayern-Mitte (V), em 1995. Dois anos depois esse resultado foi seguido da promoção à Oberliga Bayern (IV) e, em 2003, à Regionalliga Süd (III). Apesar do êxito, o clube não conseguiu se sustentar no mesmo nível e, mesmo se salvando no campo, caiu para a Oberliga Bayern, em 2005, depois de passar pelo processo de bancarrota. Um novo patrocínio pôs a associação em posição segura, mas por pouco tempo. Em 2007, o Feucht se tornou novamente insolvente.
Na temporada 2008-2009 sofreu novo descenso e desde então milita na Bezirksoberliga Mittelfranken (VII).

## Títulos
- Oberliga Bayern (IV) : 2003;
- Landesliga Bayern-Mitte (V) : 1997;
- Mittelfranken Cup Vice-campeão: 1996, 1999, 2001;

## Cronologia recente
A recente performance do clube:
| Temporada | Divisão                       | Módulo | Posição |
| 1999–2000 | Bayernliga                    | IV     | 3°      |
| 2000–01   | Bayernliga                    | IV     | 5°      |
| 2001–02   | Bayernliga                    | IV     | 14°     |
| 2002–03   | Bayernliga                    | IV     | 1° ↑    |
| 2003–04   | Regionalliga Süd              | III    | 8°      |
| 2004–05   | Regionalliga Süd              | III    | 14° ↓   |
| 2005–06   | Bayernliga                    | IV     | 15°     |
| 2006–07   | Bayernliga                    | IV     | 19° ↓   |
| 2007–08   | Landesliga Bayern-Mitte       | V      | 14°     |
| 2008–09   | Landesliga Bayern-Mitte       | VI     | 18° ↓   |
| 2009–10   | Bezirksoberliga Mittelfranken | VII    | 4°      |
| 2010–11   | Bezirksoberliga Mittelfranken | VII    | 7°      |
| 2011–12   | Bezirksoberliga Mittelfranken | VII    | 1° ↑    |

## Fonte
- Grüne, Hardy (2001). Vereinslexikon. Kassel: AGON Sportverlag ISBN 3-89784-147-9